# Kilsbergen

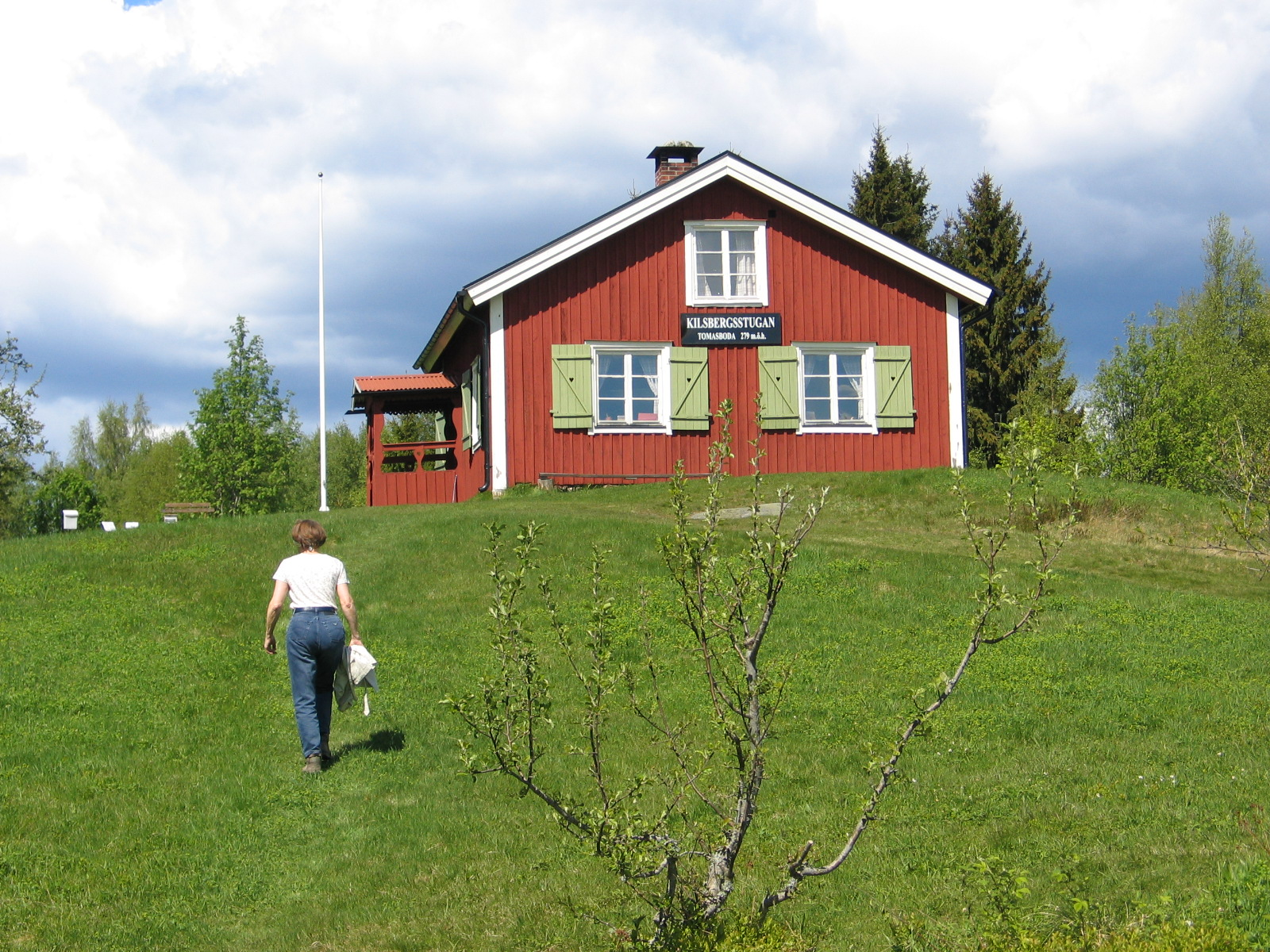
Raststugan i Tomasboda, nära Kilsbergens högsta punkt

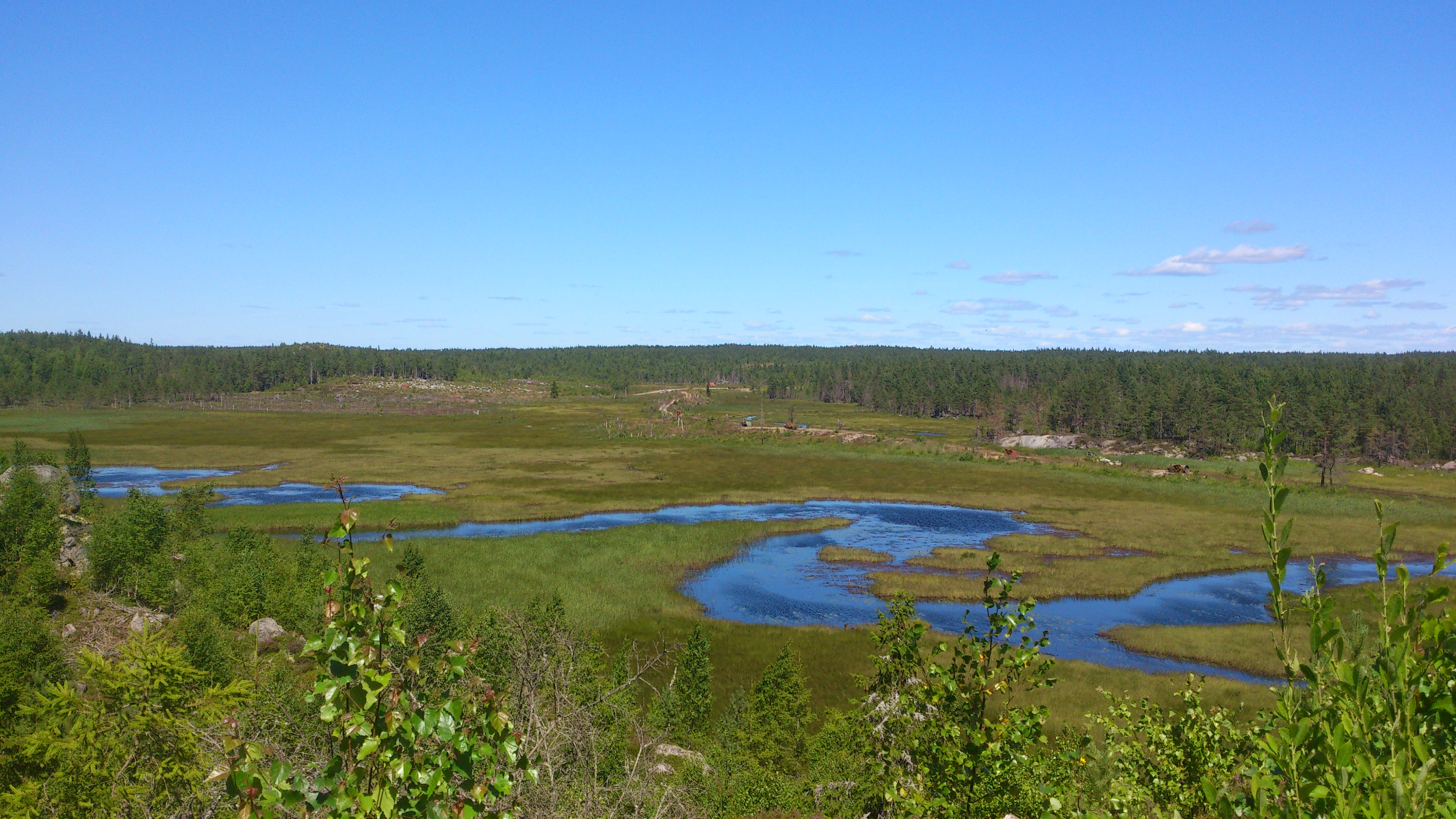
Vy över Villingsbergs skjutfält sett från skjutplats vid Kärmen.

Kilsbergen på gränsen mellan landskapen Närke, Värmland och Västmanland i Sverige är i geologisk mening en serie förkastningsbranter. Bergskammen sträcker sig mellan Nora i nordöst och Svartå i sydväst, fågelvägen en sträcka på ca 50 km. Bredden på bergskammen är svårare att avgränsa. I sydost är avgränsningen mot Närkeslätten tydlig, men mot nordväst övergår Kilsbergen mer omärkligt i de värmländska och västmanländska skogshöjderna. Bredden brukar anges till 10–15 km. Från Närkeslätten framstår Kilsbergsförkastningen mycket tydligt och har givit upphov till benämningen "De blå bergen". Dessa berg är inte blåa i färgen utan kan anses av vissa att de har ett blåaktigt sken under vissa ljusförhållanden.

## Geologi
Kilsbergen kom till i samband med en period av bergskedjebildningar i Centraleuropa för omkring 250 miljoner år sedan. De starka spänningarna och förkastningssprickorna som uppstod i jordskorpan påverkade även urberget. Längs sprickorna kan markytan förskjutas så att ett "naturligt" trappsteg uppstår, en s.k. förkastning. Detta är bakgrunden till att Kilsbergen höjer sig över Närkeslätten. Kilsbergen fungerar som vattendelare mellan öst och väst.

## Bergshantering
Tidigare fanns det en omfattande järnhantering i Kilsbergen. Detta märks bland annat på alla orter som har efterledet -hyttan, där det förekommit järnframställning. Idag är all bergshantering nedlagd, men minnen av denna period kan beses i bl.a. Pershyttan.

## Landmärken och sevärdheter
Tomasbodahöjden (298 meter över havet) är Kilsbergens högsta punkt. Andra ställen med vidsträckt utsikt över Närkeslätten är Ullavi klint och Rusakulan. Garphyttans nationalpark, en av Sveriges första nationalparker, ligger mitt i området. Området genomkorsas av Bergslagsleden. I naturreservatet Lövbrickan finns strandvallar av klappersten liksom ett stort klapperstensfält.
Kilsbergen är Örebros vintersportcentrum med slalombackar i Storstenshöjden och cirka 50 km längdskidspår för tävling och motion, till exempel Wadköpingsloppet.
Det finns två skjutfält, centralt placerade i Kilsbergen. Det ena är Villingsbergs skjutfält, som förvaltas av Fortifikationsverket och brukas av Försvarsmakten. Det andra är Bofors skjutfält, som disponeras av AB Bofors.

## Platser i Kilsbergen
- Bocksboda
- Bofors Test Center
- Garphyttans nationalpark
- Lanna
- Leken
- Lekhyttan
- Lockhyttan
- Mullhyttan
- Pershyttan
- Ramshyttan
- Rusakulan
- Skärmarbodabergen
- Storstenshöjden
- Tomasboda
- Ullavi klint
- Vekhyttan
- Villingsberg
- Villingsbergs herrgård
- Villingsbergs skjutfält
- Ånnaboda